# Ефланд (Северна Каролина)
Ефланд (енгл. Efland) насељено је место без административног статуса у америчкој савезној држави Северна Каролина.

## Демографија
По попису из 2010. године број становника је 734.
| Група             | 2000.    | 2010.       |
| Белци             | 0 (0,0%) | 428 (58,3%) |
| Афроамериканци    | 0 (0,0%) | 234 (31,9%) |
| Азијати           | 0 (0,0%) | 6 (0,8%)    |
| Хиспаноамериканци | 0 (0,0%) | 54 (7,4%)   |
| Укупно            | 0        | 734         |